# القوفع (وشحة)

تعديل مصدري - تعديل

القوفع هي إحدى قرى عزلة بني رزق بمديرية وشحة التابعة لمحافظة حجة، بلغ تعداد سكانها 42 نسمة حسب تعداد اليمن لعام 2004.